# Dirphya fuscofasciata
Dirphya fuscofasciata là một loài bọ cánh cứng trong họ Cerambycidae.